# Aristocypha trifasciata
Aristocypha trifasciata är en trollsländeart som först beskrevs av Selys 1853.  Aristocypha trifasciata ingår i släktet Aristocypha och familjen Chlorocyphidae. Inga underarter finns listade i Catalogue of Life.